# Barbara Chilcott
Barbara Chilcott Davis, född 10 september 1922 i Newmarket, Ontario, död 1 januari 2022 i Toronto, Ontario, var en kanadensisk skådespelerska.
Chilcott debuterade som fältartist under andra världskriget och studerade efter kriget på Central School of Speech and Drama i London. Hon debuterade i West End 1949 och återvände därefter till Kanada 1950. Hon kom snart att bli en av Kanadas ledande skådespelare. Tillsammans med sina bröder Murray and Donald Davis grundade hon Crest Theatre, Toronto.  Hon medverkade i flera filmer och TV-serier, främst i Kanada och i Storbritannien.

## Filmografi (urval)
- 1996 No Contest II
- 1993 M. Butterfly
- 1975 Lies My Father Told Me
- 1966 The Trap
- 1960 The Full Treatment